# 小八角莲
小八角莲（学名：Dysosma difformis）为小檗科鬼臼属下的一个种。

## 扩展阅读
- 維基物種上的相關：小八角莲